# Ovidio Dallera
Ovidio Dallera (Garlassolo di Sopra, 7 maggio 1935 – Milano, 10 gennaio 2012) è stato uno storico italiano.

## Biografia
Nato il 7 maggio 1935 a Garlassolo di Sopra (Comune di Retorbido) nell'Oltrepò Pavese, morto a Milano il 10 gennaio 2012. Il padre, agricoltore e viticoltore, era tra i soci fondatori della cantina sociale di Codevilla. Si laureò nel 1959 all'Università Cattolica di Milano in Materie letterarie con una tesi dal titolo Ricerche sul «De correctione rusticorum» di San Martino di Braga, relatore don Giovanni Cremaschi (1903-1962). Era stato ospite del Collegio Augustinianum, e quindi faceva parte dell'Associazione degli Antichi Studenti dell'Augustinianum. Nel ambito degli studi per il perfezionamento in filologia romanza Ovidio Dallera fu inviato dal prof. Augusto Marinoni a Monaco di Baviera, per eseguire ricerche nel reparto manoscritti della Biblioteca statale, con il compito di ricostruire dai manoscritti ivi conservati il testo critico delle Magnae Derivationes di Uguccione da Pisa, primo esempio di moderno dizionario. Nella stessa biblioteca ha conosciuto Ilsemarie Brandmair, diventata sua moglie nel 1964, da cui ha avuto due figli, Claudia e Pierpaolo.
Dal 1965 è stato chiamato dall'editore Rizzoli a collaborare alla redazione dell'Enciclopedia Universale Rizzoli-Larousse. La sua collaborazione con la casa editrice Rizzoli è continuata negli anni successivi, a vario titolo (Storia Universale Rizzoli, La grandi civiltà, L'Italia del XX secolo, Enciclopedia dei ragazzi, e altri). Dopo gli anni di insegnamento al Berchet e al Virgilio di Milano, la presidenza all'Allende e l'incarico di insegnamento di Lingua latina all'Università Cattolica di Milano è stato nominato Ispettore e poi Coordinatore del servizio ispettivo della Lombardia. Nel 1987 è stato inviato presso l'Ambasciata d'Italia a Bonn in qualità di responsabile dell'Ufficio Scuole della stessa Ambasciata, nel 1993 all'Ambasciata Italiana di Berna.

## Opere
- Vittorio Alfieri, Saul. Tragedia, con introduzione e note di Ovidio Dallera. Bologna, Ponte nuovo, 1964.
- Severino Boezio, La consolazione della filosofia, Introduzione di Christine Mohrmann, Traduzione, cronologia, premessa al testo e note a cura di Ovidio Dallera, Testo latino a fronte, Milano, Biblioteca universale Rizzoli, 1977 (e successive edizioni).
- Basil Liddell Hart, Scipione Africano. Il vincitore di Annibale. Edizione italiana a cura di Ovidio Dallera, Milano, Rizzoli, 1981.
- Le grandi civiltà, 4 voll., a cura di Ovidio Dallera, Milano, Rizzoli, 1981.
- A. Gieysztor, Storia della Polonia, prefazione, revisione e adattamento di Ovidio Dallera, Milano, Bompiani, 1983.
- Atlante storico, a cura di G. Bombi, O. Dallera, E. Vallardi, Milano, Vallardi, 1984.
- Ilsemarie Brandmair e Ovidio Dallera, Eine Parallele zu Kierkegaard. Johann Georg Hamanns sokratische Metakritik in den Sokratischen Denkwürdigkeiten. In: Kierkegaard Oggi. Atti del Convegno dell’11 novembre 1982.
- Università Cattolica del Sacro Cuore, Milano. A cura di Alessandro Cortese, Milano, Vita e Pensiero, 1986, pp. 58-87.
- Ovidio Dallera, L'insegnamento dell'italiano nei Paesi europei: l'intervento dello Stato italiano. In: Europa plurilingue. Comunicazione e didattica. Atti del Convegno Internazionale di Studi. Milano, Università Cattolica del Sacro Cuore. 4-5-novembre 2004, Milano, Vita e Pensiero, 2005, pp. 65-76.
- Ovidio Dallera e Ilsemarie Brandmair, Un giornalista contro Hitler. Fritz Michael Gerlich (1883-1934). Presentazione di Franz Herre. Milano, Mursia, 2008.
- Ovidio Dallera und Ilsemarie Brandmair. Tödliche Schlagzeilen. Fritz Michael Gerlich, ein Journalist gegen Hitler. Mit einem Vorwort von Franz Herre, München, Verlag Sankt Michaelsbund, 2009.
- Vasco Ferretti, Kesselring, Presentazione di Ovidio Dallera. Milano, Mursia, 2009.
- Paolo Valvo, Dio salvi l’Austria, Presentazione di Ovidio Dallera, Milano, Mursia, 2010.

| Controllo di autorità | VIAF (EN) 73660925 · ISNI (EN) 0000 0000 5960 036X · LCCN (EN) no2008049357 · GND (DE) 136783996 · BNF (FR) cb12659580j (data) |